# Tenise
Die Tenise ist ein kleiner Fluss in Frankreich, der im Département Haute-Saône in der Region Bourgogne-Franche-Comté verläuft. Sie entspringt im Ortsgebiet von Cugney, entwässert generell Richtung Westnordwest und mündet nach rund 19 Kilometern im Gemeindegebiet von Esmoulins als linker Nebenfluss in die Saône.

## Orte am Fluss
- Cugney
- Onay
- Champtonnay
- Cresancey
- Noiron
- Le Tremblois
- Champvans
- Esmoulins